# Cratere Rima
Rima è un cratere sulla superficie di Ariel.